# GLUT3
حامل شمارهٔ ۳ گلوکز (انگلیسی: Glucose transporter 3) که با نامِ «خانوادهٔ حمل‌کننده‌های محلول ۲، عضو شمارهٔ ۳ حامل‌های تسهیل‌شدهٔ گلوکز» (SLC2A3) هم شناخته می‌شود، یک پروتئین تراپوسته‌ای است که در انسان توسط ژن «SLC2A3» کُدگذاری می‌شود. این پروتئین، انتشار «حاملِ گلوکز» را، از خلالِ غشاء سلولِ پستانداران تسهیل می‌کند و به‌طور اختصاصی در یاخته‌های عصبی بیان می‌شود.
مطالعات اخیر، وجود آنرا در اسپرم، رویان (پیش از لانه‌گزینی)، گلبول‌های سفید و رده‌های سلولی نامیرای کارسینوما نیز نشان داده‌است.
پروتئین GLUT3 گرچه حمل‌کننده «اصلی» گلوکز در سلولهای عصبی است، اما حمل‌کنندهٔ انحصاری در این بافت نیست و سایر مولکول‌های حمل‌کنننده گلوکز نیز در بافت عصبی یافت شده‌است.